# FTPサーバ
FTPサーバとは、FTPを使用してファイルの送受信を行うサーバのことである。
ファイルのアップロード・ダウンロードにはFTPクライアントソフトウェアが必要だが、最近のウェブブラウザにはこれが組み込まれている場合が多い。
大量のファイルを転送する際に利用されることが多いが、規格が古いためあまり転送スピードがでないことがある。その場合は分割するとスピードがあがる。ウェブサイト用のファイルをWebサーバに置くために、Webサーバと一台で連動させている場合も少なくない。
フリーウェアやシェアウェアなどのコンピュータプログラムを大勢の人に提供するためにもFTPサーバは利用される。本来はFTPサーバはユーザーアカウントとパスワードによる認証が必要だが、このような目的で提供されるサーバは匿名で転送 (たいていダウンロードだけに限定) できる。この際、伝統的にユーザーアカウントにはAnonymous（英語で匿名の意味）やftp、パスワードには自分の電子メールアドレスを入力することが多い。
FTPによる通信は暗号化されていないため、暗号化していない機密情報をそのまま送受信することになると、危険である。SSHに対応しているサーバの多くは、SSH File Transfer Protocol (SFTP) で暗号化した方式で安全にファイル転送することができる。SSL/TLSのうえでFTPのやりとりをするFTPSといった方式をサポートしているサーバもある。しかし、従来の習慣から、旧来のFTPを利用しているユーザーは多い。

## FTPサーバソフトウェア一覧

### 商用
- Axway SecureTransport
- Cerberus FTP Server (Windows)
- CrushFTP Server
- DataExpress Open Platform (DXOP)
- File COPA (Windows)
- Microsoft Internet Information Services（Windows）
- RaidenFTPD Windows, SSL, UTF8, UPnP, Mode-Z
- Rumpus (MacOS)
- SecurFTP
- Serv-U File Transfer Server (Windows)
- Sterling Commerce Managed File Transfer
- Sysax Multi Server (Windows)
- WS_FTP Server

### 非商用
- Bftpd (GNU GPL)
- BSDftpd-ssl (BSD Revised)
- ColoradoFTP (GNU GPL)
- DrFTPD (Apache, GNU GPLv2)
- FileZilla Server オープンソース（Windows）
- iFTPd (GNU GPL)
- Mina (Apache)
- MuddleFTPD (GNU GPLv2)
- ProFTPD オープンソース（Linux、BSD、Mac OS Xなど）
- publicfile オープンソース（Linux、BSDなど）
- Pure-FTPd オープンソース（Linux、BSD、Mac OS Xなど）
- vsftpd オープンソース（Linux、BSDなど）
- War FTP Daemon フリーソフトウェア（Windows）
- WU-FTPD オープンソース（Linux、BSDなど）

### デュアル・ライセンス
- NcFTPd Server
- zFTPServer （Windows）